# Test de résistance au choc par la méthode par chute libre de projectile
Le test de résistance au choc par la méthode par chute libre de projectile (ou impact resistance by the free-falling dart test) est un essai mécanique pour déterminer la résistance des films et feuilles en matière plastique.

## Description
Cet essai permet la détermination de la résistance des films en laissant tomber en chute libre un projectile lesté hémisphérique.
Le test détermine l'énergie (exprimée en termes de masse) nécessaire à la rupture des films par chute de masse que l'on peut augmenter ou diminuer en fonction de la résistance du film testé.
L'une des méthodes utilisées est celle dite de "l'escalier", la charge est augmentée par paliers.
La hauteur du projectile avant la chute libre varie entre 660 et 1 525 mm.

## Normes
- ASTM D 1709[2] méthodes A ou B :
  - méthode A projectile de 38,1 mm.
  - méthode B projectile de 50,8 mm.
- ISO 7765-1[1]
- ISO 7765-2[3]
- ISO 4593[4]